# Баев, Сергей
Сергей Баев (род. 8 октября 1985 год, Ленинград, СССР) — российский пловец в ластах.

## Биография
Воспитанник санкт-петербургского спорта. Подводным спортом занимается с 1997 года. С 2004 года член сборной России. Чемпион мира в эстафетном плавании 4×200 (2004). Чемпион Европы в эстафетном плавании 4×200, призёр в плавании на 200 метров (2005). Трёхкратный серебряный призёр XIII чемпионата мира по плаванию в ластах (2006).